# Бутано-российские отношения
Дипломатические отношения между Российской Федерацией и Королевством Бутан не устанавливались.

## Дипломатические встречи
На 9-м совещании межправительственного регионального форума «Диалог по сотрудничеству в Азии» на уровне министров иностранных дел, прошедшем в Тегеране 8—9 ноября 2010 года, глава российской делегации заместитель Министра иностранных дел Российской Федерации Сергей Алексеевич Рябков встретился с Министром экономики Бутана Ханду Вангчуком. Основное внимание было уделено вопросам региональной и международной повестки дня; развитию взаимодействия двух стран на ООНовской площадке.
13 октября 2011 года состоялась свадьба короля Бутана Джигме Кхесара Намгьял Вангчука и его избранницы Джецун Пема. Среди гостей церемонии был Чрезвычайный и полномочный посол России в Республике Индия Александр Кадакин.

## Выставка «Буддизм в России»
24 ноября 2011 года в культурном центре имени Неру — Вангчука при посольстве Индии в столице Бутана Тхимпху прошла выставка «Буддизм в России». Разделы экспозиции: «Жизнь буддийских монастырей», «Космология и пантеон», «Народный буддизм», «Современный буддизм» и «Дары буддистов России императорской семье». Значительная часть экспозиции затем будет передана в дар Национальному музею Бутана в Паро. Экспозиция «Буддизм в России» — первая за всю историю двусторонних контактов.

## Туризм
Королевство Бутан в 2011 году посетили чуть более 64 тысяч иностранных гостей. Из них россияне составили 300 человек, об этом рассказал директор Национального туруправления Бутана Туджи Дорджи Надик.